# Santuario di Sant'Antonio Abate al Monte Santo
Il santuario di Sant'Antonio Abate al Monte Santo, comunemente detto eremo di Sant'Antonio, è un'antica costruzione un tempo situata in cima allo Scoglio di Sant'Antonio, il monte che sovrasta il borgo del Sasso e che da tale santuario prende il nome. Ad oggi dell'antico edificio rimangono solo poche rovine. Il sito era già pesantemente danneggiato all'inizio del XX secolo e nel periodo successivo l'incuria e i bombardamenti durante la Seconda guerra mondiale provocarono la sua quasi totale distruzione.
Gli anziani del paese raccontano che da piccoli si divertivano a svellere le pietre dell'antico santuario gettandole poi giù dal monte, contribuendo così alla rovina dell'edificio che, anche a causa di questa pratica, fu privato dell'arco a tutto sesto che ne delimitava l'ingresso in seguito a un crollo.
Le strutture murarie ancora presenti sono databili al XII secolo, ma una costruzione più antica doveva già essere presente nel IX-X secolo. Molto probabilmente la struttura originaria aveva la funzione di rocca d'avvistamento e rifugio contro le scorrerie provenienti dal mare. Abbandonata, divenne in seguito un romitorio ispirato allo stile di vita di sant'Antonio Abate.
Nell'antico santuario era conservata una statua raffigurante sant'Antonio Abate. Una leggenda popolare narra che, quando tale statua dovette essere trasferita dall'eremo alla chiesa di Santa Croce situata nella piazza del paese, il santo non accettò subito il trasferimento a causa dell'affetto che nutriva per l'eremo a lui dedicato: per almeno tre volte, infatti, la statua fu portata nella chiesa di Santa Croce, ma il mattino successivo fu ritrovata miracolosamente nell'eremo, come se fosse tornata sul monte da sola.